# Bilyavar
Bilyavar är en ort i Azerbajdzjan.   Den ligger i distriktet Lerik Rayonu, i den södra delen av landet, 220 kilometer sydväst om huvudstaden Baku. Bilyavar ligger 865 meter över havet och antalet invånare är 688.
Terrängen runt Bilyavar är kuperad åt nordost, men åt sydväst är den bergig. Närmaste större samhälle är Lerik, 10,1 kilometer sydost om Bilyavar. 
Trakten runt Bilyavar består i huvudsak av gräsmarker. Runt Bilyavar är det ganska tätbefolkat, med 60 invånare per kvadratkilometer.